# IODD
Die IODD (IO Device Description) beschreibt Sensoren und Aktoren. Sie enthält Informationen zu Identifikation, Geräteparametern, Prozess- und Diagnosedaten, Kommunikationseigenschaften und den Aufbau des Anwender-Interfaces in Engineering Tools. Sie besteht aus mehreren Dateien: Einer Hauptdatei und optionalen externen Sprachdateien (beides in XML-Format), und optionalen Bilddateien (im PNG-Format).

## Struktur
Die IODD entspricht in der Beschreibungsstruktur der ISO 15745 (Industrial automation systems and integration — Open systems application integration frameworks), wobei als Besonderheit sowohl das Device Profile als auch das Communication Network Profile in einer Datei vereint sind.
Gemäß der in ISO 15745 definierten Struktur sind in IODD die Basisobjekte DeviceIdentity und DeviceFunction für die Gerätebeschreibung vorgesehen. Das DeviceIdentity-Objekt beinhaltet Identifikations-Texte zur Anzeige gegenüber dem Anwender und Identifikations-Nummern zur automatischen Erkennung von Sensoren und Aktoren (IDs) in der Anlage. Es lassen sich mehrere Varianten beschreiben, die sich bezüglich Parameter, Prozess- und Diagnosedaten und Kommunikation nicht unterscheiden, aber in ihrer Bestellnummer. Damit wird erreicht, dass die hohe Vielfalt der mechanischen Ausprägungen, die Sensoren und Aktoren auszeichnen, 
nicht zu einer hohen Anzahl von Gerätebeschreibungen und einem hohen Verbrauch an Identifikations-Nummern führt. Das DeviceFunction-Objekt ist Träger aller weiteren Informationen, sofern sie nicht zum Kommunikations-Profil gehören. Es beinhaltet die Beschreibung der Parameter, der Prozessdaten, der Diagnosen, und des Aufbaus des Anwender-Interfaces.
Das eingebettete Communication Network Profile ist leicht austauschbar; dadurch kann IODD einfach zur Beschreibung von Sensoren und Aktoren mit anderer Kommunikationsschnittstelle als IO-Link erweitert werden.

## Sprachunterstützung
Alle Texte können mehrsprachig angegeben werden. Dazu werden in der eigentlichen Gerätebeschreibung nur Textmarken eingetragen. Separate Textlisten (je unterstützter Sprache eine) nehmen die Zuordnung der Textmarken zu den sprachabhängigen Texten vor. Gewöhnlich werden alle Textlisten in der Hauptdatei untergebracht. Bei nachträglicher Übersetzung in zusätzliche Sprachen können Textlisten auch in separaten Dateien nachgeliefert werden, damit die Hauptdatei unverändert bleiben kann.

## Standarddefinitionen
Alle vom IO-Link Standard vordefinierten Parameter und Diagnosen sind in einer Datei „IODD-StandardDefinitions[Version].xml“ mit derselben Syntax wie die IODD beschrieben. Diese Standard-Parameter und -Diagnosen werden nicht in der IODD selbst beschrieben, sondern nur von dort aus referenziert.

## IODD Checker
Das Tool „IODD Checker“ prüft nicht nur die Schema-Konformität, sondern darüber hinaus auch alle Regeln der IODD Spezifikation, die sich nicht per XML Schema prüfen lassen. Nach bestandener Prüfung stempelt der Checker die IODD. Diese Prüfung ist verpflichtend. Engineering Tools akzeptieren nur gestempelte IODDs und sparen sich damit die Implementation der Prüfungen.

## IODDfinder
Als zentrale Datenbank für IO-Gerätebeschreibungen betreibt das IO-Link-Konsortium ein IODDfinder-Portal, um dem Wunsch von Anwendern der IO-Link-Technologie entgegenzukommen, einen zentralen Zugriffsort auf IODDs aller marktgängigen IO-Link-Geräte zu bekommen. Er ermöglicht darüber hinaus einen direkten Anschluss von Engineering- und Parametriertools. Entsprechende Softwaretools erhalten über das Internet einen Zugang auf diesen herstellerübergreifenden Datenpool, was dem Nutzer einen automatischen Zugriff auf alle betriebsnotwendigen Beschreibungsdateien seiner IO-Link Geräte gewährleistet.

## Spezifikation und Guideline
Die IODD Spezifikation, eine IODD Guideline mit Beispielen sowie der IODD Checker wurden vom IO-Link Konsortium erstellt. Zum jetzigen Zeitpunkt ist die Version V1.0.1 aktuell, die zur Beschreibung von Devices nach IO-Link Spezifikation V1.0, sowie von Devices nach IO-Link Spezifikation V1.1 im V1.0-Kompatibilitätsmodus dient. Die zukünftige IODD V1.1 dient der Beschreibung von Devices nach IO-Link Spezifikation V1.1 und ersetzt daher nicht die V1.0.1.